# Le Commando de Sa Majesté
Pour plus de détails, voir Fiche technique et Distribution.
Le Commando de Sa Majesté (The Sea Wolves) est un film américano-helvético-britannique réalisé par Andrew V. McLaglen et sorti en 1980.
Le film est une adaptation du roman de James Leasor, Boarding Party: The Last Action of the Calcutta Light Horse, publié deux ans avant la sortie du film et relatant un incident de la Seconde Guerre mondiale jusqu'alors resté secret.

## Synopsis
Pendant la Seconde Guerre mondiale, un commando anglais doit détruire un navire allemand de transmissions dans le port de Goa. Mais Goa est en territoire neutre portugais, on fait donc appel à d'anciens militaires et agents de renseignement plutôt âgés, qui agiront en civil, dénommés du nom de leur club : les chevaux-légers de Calcutta.

## Fiche technique
- Titre : Le Commando de Sa Majesté
- Titre original : The Sea Wolves ou The Sea Wolves The Last Charge of the Calcutta Light Horse
- Réalisation : Andrew V. McLaglen
- Scénario : Reginald Rose, d'après le roman Boarding Party de James Leasor
- Direction artistique : Maurice Cain
- Décors : Syd Cain (en)
- Costumes : Elsa Fennell
- Photographie : Tony Imi
- Son : David Hildyard
- Musique : Roy Budd
- Production : Euan Lloyd
- Coproduction : Jorge L. Araneta
- Production associée : Harold Buck
- Production déléguée : Chris Chrisafis
- Société de production : Richmond Light Horse Productions, Varius Entertainment Trading, Lorimar
- Société de distribution :  Paramount Pictures ;  AMLF
- Pays de production :  Royaume-Uni,  États-Unis,  Suisse
- Langue originale : anglais, allemand, portugais
- Format : couleur et noir et blanc (images d'archives) — 35 mm — 1,85:1 (Panavision) — son Dolby
- Durée : 120 minutes
- Genre : film de guerre
- Dates de sortie : 
  - Royaume-Uni : 3 juillet 1980 (première à Londres)
  - France : 6 août 1980

## Distribution

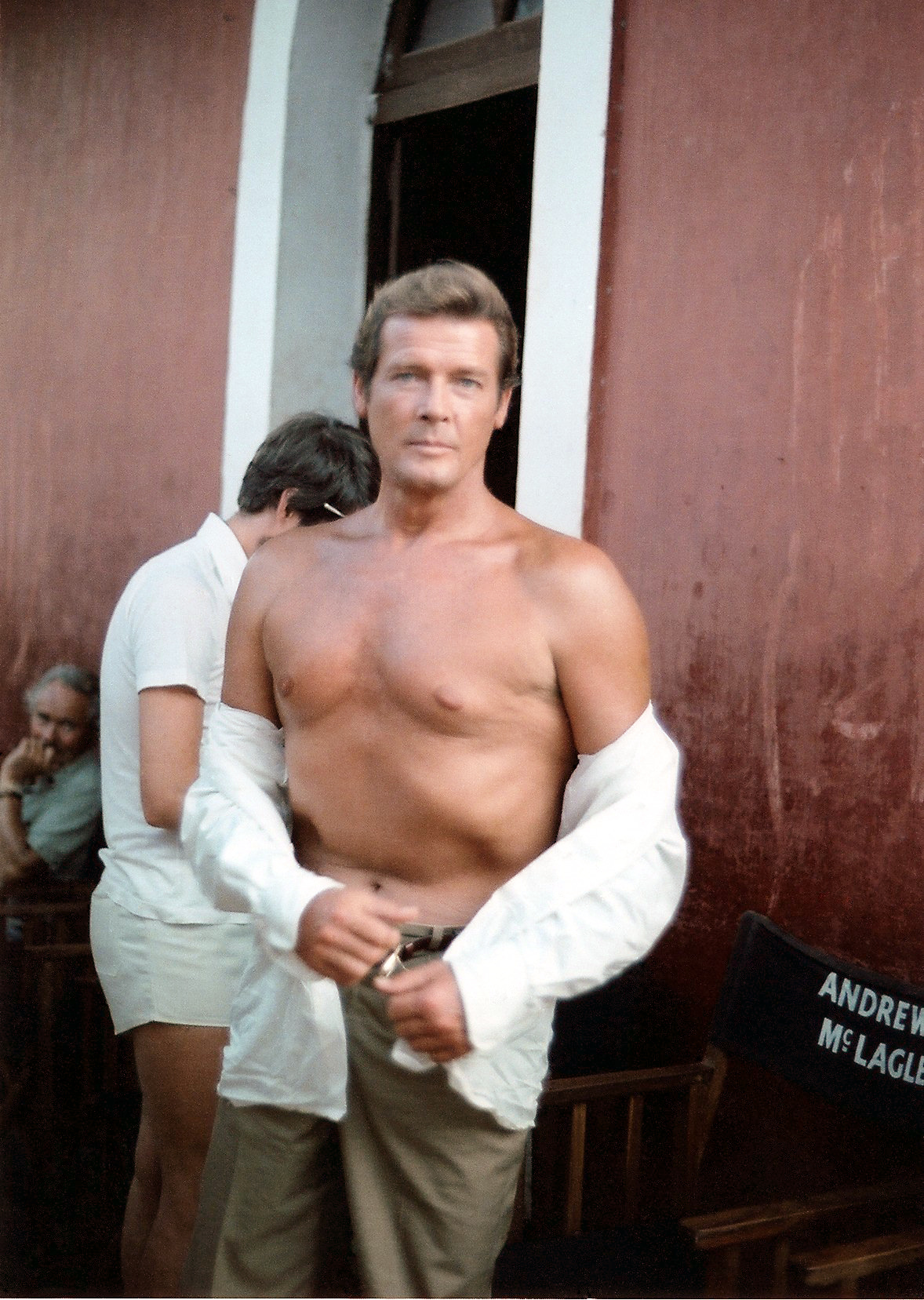
Roger Moore sur le tournage du film.

- Gregory Peck (VF : Jacques Berthier) : colonel Lewis Pugh
- Roger Moore (VF : Claude Bertrand) : capitaine Gavin Stewart
- David Niven (VF : Bernard Dhéran) : colonel H. W. « Bill » Grice
- Trevor Howard (VF : Louis Arbessier) : Jack Cartwright
- Barbara Kellerman (VF : Frédérique Tirmont) : Agnès Cromwell
- Patrick Macnee (VF : Jean Berger) : major « Yogi » Crossley
- Kenneth Griffith (VF : Jean Topart) : Charlie Wilton
- Patrick Allen : Colin Mackenzie
- Bernard Archard : Underhill
- Jack Watson : Maclean
- Terence Longdon : Malverne
- Wolf Kahler : Trompeta
- George Mikell : capitaine de l'Ehrenfels
- Michael Medwin : Radcliffe

## Chanson du film
- The Precious Moments : musique de Richard Addinsell, paroles de Leslie Bricusse, interprétée par Matt Monro.

## Autour du film
- L'histoire est tirée de faits réels, l'opération Creek réalisée par le Special Operations Executive.
- Gregory Peck et David Niven avaient déjà joué ensemble dans Les Canons de Navarone (1961).